# Pic de la Pala
Der Pic de la Pala ist ein Berg in den nordkatalanischen Ostpyrenäen (Spanien).

## Routen
Aus dem Hochgebirgstal Vall de Núria führt ein leichter Wanderweg mit einzelnen ausgesetzten Stellen auf den Gipfel, welcher eine schöne Aussicht in alle Richtungen bietet:
- Sanktuarium im Vall de Núria (1967 m) – Jugendherberge Pic de l’Àliga (Bergstation der Gondelbahn) – Pic de l’Àliga (2422 m) – Pic de la Pala: 2 Gehstunden

## Literatur

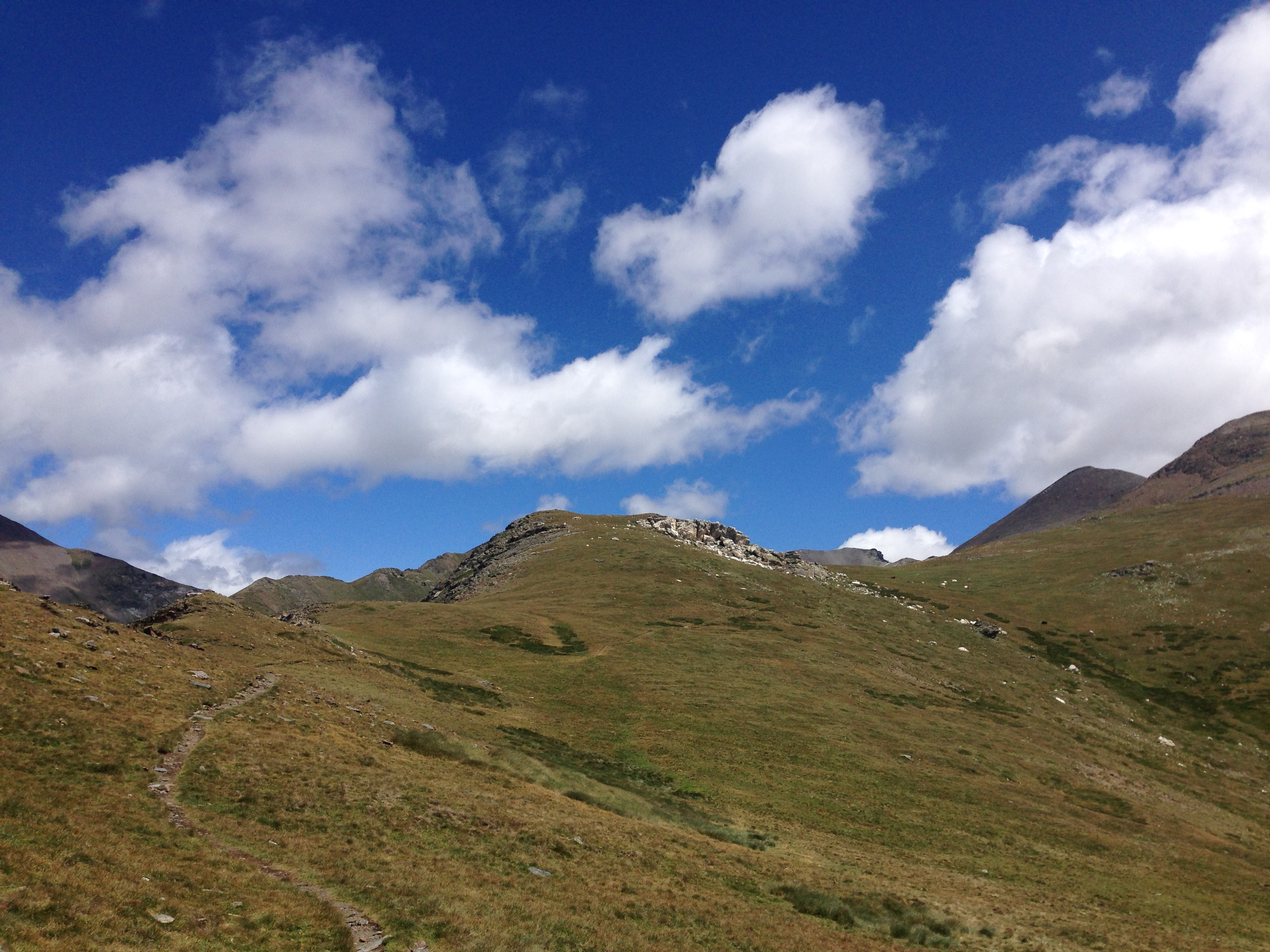
Blick auf den Pic de la Pala.